# Ньиредьхаза

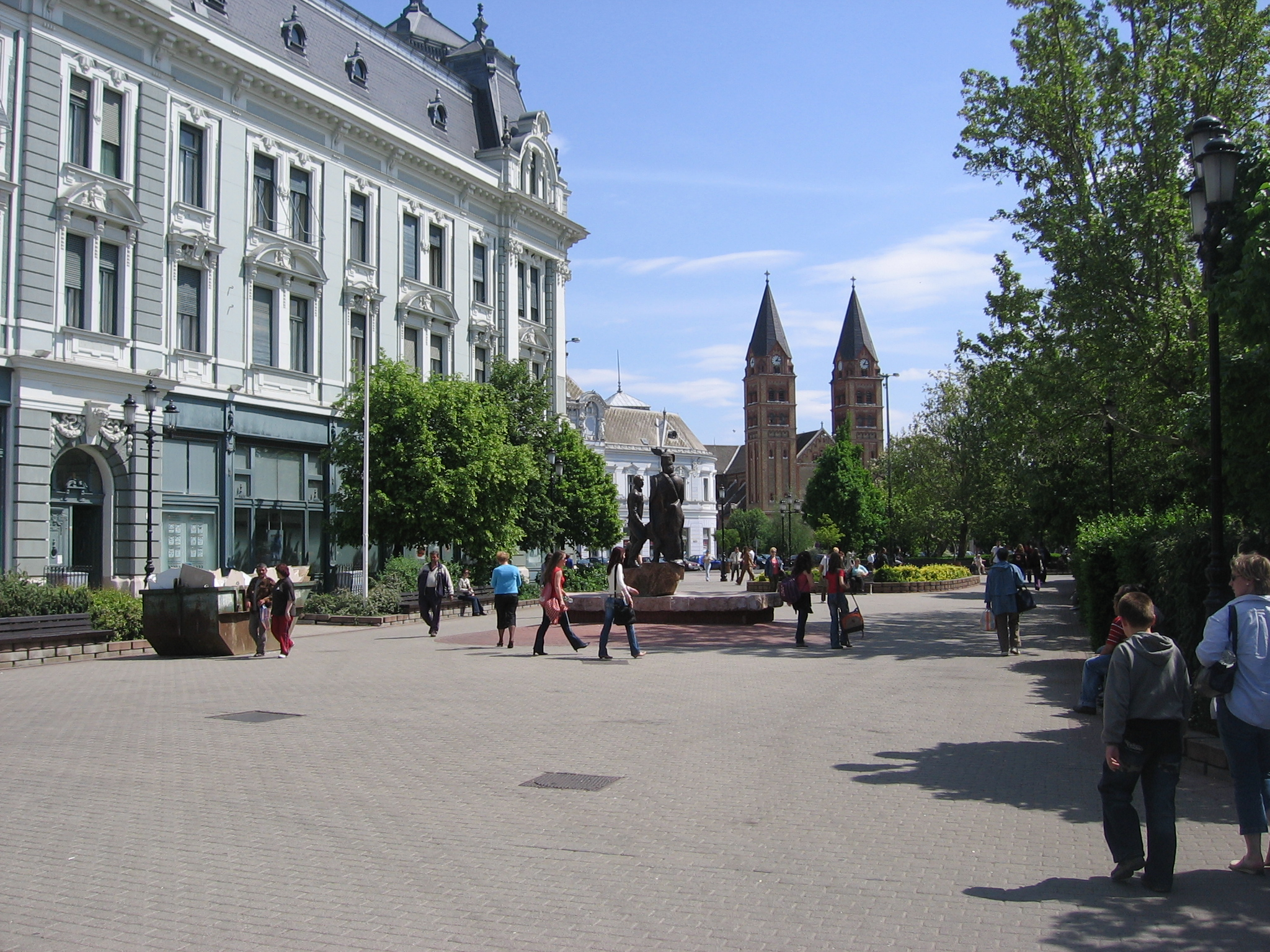
Главная площадь города

Ньи́редьха́за (венг. Nyíregyháza [ˈɲiːrɛchaːzɒ], нем. Birkenkirchen, идиш נירעדהאז‎, Niredhaz) — город на северо-востоке Венгрии, административный центр медье Сабольч-Сатмар-Берег. Население — 118 164 чел. (на 1 января 2014 г.), седьмой по величине город Венгрии.

## География и транспорт
Город находится в 270 километрах к северо-востоку от Будапешта, в 50 километрах к северу от Дебрецена, в 70 километрах к востоку от Мишкольца. Приблизительно в 50 километрах к северо-востоку и юго-востоку от города проходят соответственно украинская и румынская границы. Автомобильные и железные дороги связывают город с Мишкольцем, Дебреценом и украинским Чопом. Время пути на поезде от Будапешта — 3—4 часа.

## История
Первое письменное упоминание о Ньиредьхазе относится к 1209 году, хотя в то время она ещё называлась Ньир по имени региона Ньиршиг (Nyírség), в свою очередь, названного так от слова «берёза» (венг. nyír). В 1236 году в поселении уже была церковь, отсюда — вторая половина названия (венг. egyház  — церковь). В середине XV века поселение насчитывало около 400 человек. В XVI веке город был разрушен турками и обезлюдел, в середине XVII века вновь был заселён.
В XVIII веке население города значительно выросло, главным образом за счёт притока словацких колонистов. В 1786 году Ньиредьхаза насчитывала 7,5 тысяч жителей. В начале XIX века город освободился от феодального подчинения влиятельным местным семьям. В XIX веке в Ньиредьхазе было построено большое количество новых зданий, город индустриализировался. В 1858 году в городе была построена железная дорога.
В конце первой мировой войны Ньиредьхаза была занята румынскими войсками. В ходе послевоенного урегулирования город был оставлен за Венгрией. Во время второй мировой войны часть зданий города была разрушена, погибла значительная часть городской еврейской общины.

## Достопримечательности
В пригороде города находится термальное озеро Шоштодьёдьфюрдо (венг. Sóstógyógyfürdő), чаще именуемое просто Шошто. Озеро незамерзающее, температура воды — около 26 °C.
Традиционно в Ньиредьхазе проживала большая грекокатолическая диаспора. В городе есть музей восточного религиозного искусства, где представлено множество грекокатолических икон и сакральных предметов XVII—XVIII века.
Город известен также тем, что в нём проводится большое количество музыкальных фестивалей.

## Население
| 2013    | 2014     | 2021     | 2022     | 2023     | 2024     |
| ------- | -------- | -------- | -------- | -------- | -------- |
| 118 185 | ↘118 164 | ↘116 554 | ↘116 282 | ↘115 711 | ↘115 359 |

## Города-побратимы
- Байонна, Франция
- Бая-Маре, Румыния (2003)
- Бельско-Бяла, Польша (9 июня 2018)[9]
- Горлице, Польша
- Жешув, Польша (1996)[10]
- Ивано-Франковск, Украина (11 сентября 2004)[11]
- Изерлон, Германия (1989)[12][10]
- Каяани, Финляндия (1981)[10]
- Кирьят-Моцкин, Израиль (1998)[10]
- Прешов, Словакия (1975)[10]
- Сату-Маре, Румыния (2000)[10]
- Сент-Олбанс, Великобритания (1995)[10]
- Удине, Италия
- Ужгород, Украина (1971)[10]
- Харбин, Китай (2006)[10]

## Галерея

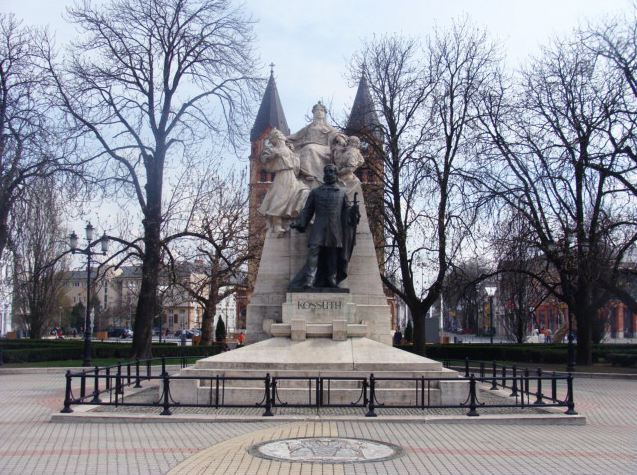
Памятник Лайошу Кошуту